# 메시랩
메시랩(MeshLab)은 구조화되지 않은 대형 메시의 관리 및 처리를 지향하는 3D 메시(Mesh) 처리 소프트웨어 시스템으로 이러한 여러 다양한 종류의 메시를 편집, 청소, 보정, 검사, 렌더링 및 변환하기 위한 도구 세트를 제공한다. 메시랩은 GNU 일반 공중 사용 허가서(GPL) 버전 2 이상의 요구 사항이 적용되는 자유 오픈 소스 소프트웨어이며 다른 소프트웨어를 지원하는 완전한 패키지 및 라이브러리로 사용될 수 있다. 3D 개발 및 데이터 처리의 보다 기술적인 전문 분야에서 잘 알려져 있다.

## 개요
메시랩은 ISTI - CNR 연구 센터에서 개발했다. 처음에 메시랩은 2005년 말에 피사 대학교(University of Pisa)에서 강의 과제로 만들어졌다. 3D 스캐닝 파이프라인에서 발생하는 전형적인 작지 않은 비정형 3D 모델의 처리를 목표로 하는 범용 시스템으로 사용할 수 있다.

## 지형 공간

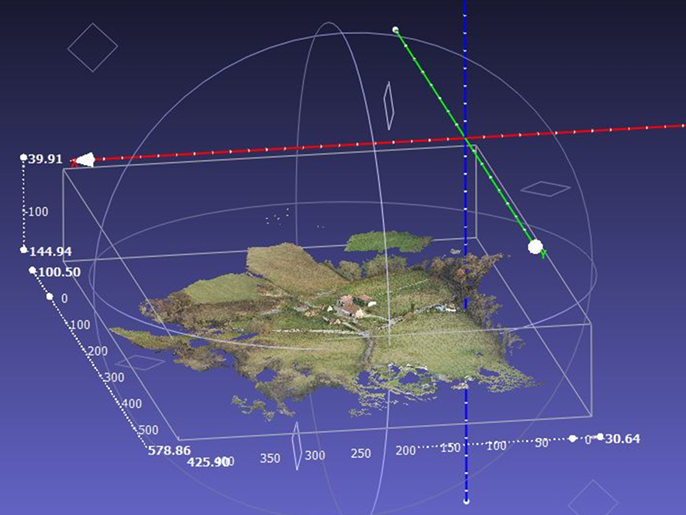
(예시) 지형 공간에 대한 그래픽 맵핑 작업

## 같이 보기
- 블렌더
- 아트 오브 일루션